# 布施健
布施 健（ふせ たけし、1912年〈明治45年〉3月21日 - 1988年〈昭和63年〉2月25日）は、日本の検察官。
ロッキード事件時の検事総長（在任期間：1975年1月25日 - 1977年3月20日）。旧姓・小橋健。現在の岡山県備前市香登出身。

## 来歴・人物
12歳のとき広島県の布施家の養子となる。広島県立呉第一中学校（現・広島県立呉三津田高等学校）、旧制第六高等学校を経て1936年、東京帝国大学法学部法律学科卒業。検事任官。戦争前の東京区裁判所検事時代に担当したゾルゲ事件で評価を高めた。
戦後は司法省（現在の法務省）行政局第三課長を振り出しに、法務省と東京地検を行ったり来たりする「本流コース」を歩む。GHQ、G2のウィロビーと密接に関係があったとされる。1949年（昭和24年）には東京地検の主任検事として下山事件を担当し「他殺説」をとった。1958年（昭和33年）東京地検特捜部長、1962年（昭和37年）甲府地検検事正、1965年（昭和40年）法務省矯正局長。1969年（昭和44年）の東京地検検事正時代には東大安田講堂事件や沖縄返還闘争などを手掛けた。
1973年（昭和48年）東京高検検事長などを経て、1975年（昭和50年）に戦後第11代検事総長に就任。同年に日本赤軍によるクアラルンプール事件が発生して獄中同志の釈放を要求された際には、関係大臣の協議の結果を受けた稲葉修法務大臣から検察庁法第14条が準用される形で指揮権が発動され、5人のメンバーを超法規的措置で釈放をすることとなった。
翌1976年（昭和51年）、日本の疑獄史上、最大の事件とされるロッキード事件の捜査を指揮し、田中角栄元首相を逮捕、起訴に追い込んだ。ロッキード事件ではロッキード社幹部の嘱託証人尋問調書を取る過程で検事総長として刑事訴訟法第248条に規定された起訴便宜主義に基づいて起訴をしないことを約束した上でロッキード社幹部に対して事実上の司法取引を行ったが、1995年（平成7年）の最高裁判決で有罪判決が確定しつつもロッキード社幹部に対する事実上の司法取引について否定的見解が出た。

## その他
ロッキード事件の捜査中に京都地方裁判所判事補の鬼頭史郎が布施の名を騙って三木武夫首相に電話を掛け、指揮権発動の言質を引き出して秘密録音をしたニセ電話事件が発生している。